# Marangatu
Tekoá Marangatu (pronunciado /tequoá Marangatú/) é uma terra indígena guarani conhecida pelos não-indígenas como Aldeia Guarani de Imaruí, localizada no município brasileiro de Imaruí, no estado de Santa Catarina.